# Joachim Hoof
Joachim Hoof (* 9. November 1957 in Remscheid) ist Vorstandsvorsitzender der Ostsächsischen Sparkasse Dresden.

## Berufliche Laufbahn
Nach seiner Ausbildung zum Bankkaufmann und dem späteren Abschluss als Diplom-Sparkassenbetriebswirt war er mehrere Jahre im Firmenkundengeschäft der Stadtsparkasse Remscheid tätig.
Im Jahre 1991 wechselte Joachim Hoof nach Sachsen in den Vorstand der Vorgängerinstitute der Ostsächsischen Sparkasse Dresden. Mit der Fusion zur Ostsächsischen Sparkasse Dresden im Jahr 2004 übernahm Joachim Hoof die Position des stellvertretenden Vorstandsvorsitzenden des Instituts.
Seit Mitte 2005 führt er als Vorstandsvorsitzender die Ostsächsische Sparkasse Dresden, eine der größten Sparkassen in Ostdeutschland.
Zudem ist Joachim Hoof seit 2005 Vorstandsvorsitzender der Sachsen-Finanzgruppe, seit 2001 bereits Vorstandsmitglied. 
Darüber hinaus ist er Vorsitzender des Aufsichtsrates der Sparkassen-Versicherung Sachsen Lebensversicherung AG sowie der SV Sachsen Allgemeine Versicherung AG, Dresden und im Aufsichtsrat der Sächsischen Lotto GmbH, Leipzig.
In der Landesbank Sachsen Girozentrale (später Aktiengesellschaft) war Hoof während der Verkaufsphase an die Landesbank Baden-Württemberg, vom 15. September 2007 bis 29. Februar 2008, Vorsitzender des Vorstandes. Zuvor, vom 20. März 2006 bis 4. September 2007, war er Mitglied des Verwaltungsrates.